# Mobilabium hamatum
Mobilabium hamatum – gatunek roślin z monotypowego rodzaju Mobilabium z rodziny storczykowatych (Orchidaceae). Jest to endemit stanu Queensland w Australii. Rośnie jako epifit w deszczowych lasach równikowych na rzędnych od 500 do 1300 m n.p.m.

## Systematyka
Gatunek sklasyfikowany do podplemienia Aeridinae w plemieniu Vandeae, podrodzina epidendronowe (Epidendroideae), rodzina storczykowate (Orchidaceae), rząd szparagowce (Asparagales) w obrębie roślin jednoliściennych.